# Lijst van bisschoppen van Kamerijk
Dit is de lijst van bisschoppen van Kamerijk, eerst het oude bisdom Kamerijk en na 1559 het aartsbisdom Kamerijk.

## Bisschoppen van Kamerijk

### Zetel te Atrecht
- rond 500: H. Diogenes
- † 540: Sint-Vaast, zou aangesteld geweest zijn als bisschop van Atrecht, enkele jaren na het doopsel van Clovis I door Remigius
- na 540: H. Dominicus

### Zetel te Kamerijk
Onder bisschop Vedulphus wordt de zetel van Atrecht naar Kamerijk verplaatst. Het bisdom Atrecht wordt in 1094 heropgericht en losgemaakt van Kamerijk.
- rond 545 - † rond 580: H. Vedulphus, zetel van Atrecht naar Kamerijk verplaatst.
- 584 - † 623-627: H. Gorik, gewezen diaken van Trier, als bisschop naar Kamerijk gestuurd door koning Childebert I. Hij nam deel aan het algemeen concilie dat Chlotar II in 614 in Parijs bijeenriep.
- cit. 627: H. Bertholdus
- rond 635: H. Ablebertus (soms verward met de heilige Emebertus)
- † rond 663 - vermoedelijk in 669: H. Aubertus
- 669 - †693-712: H. Vindicianus
- † 21 juni tussen 712 en 715: H. Hildebertus
- † 717/718: Hunoldus
- 717 - † 19 mei 728-729: H. Hadulphus, abt van  Saint-Vaast
- 728-730 - † rond 752: cit. 748 Trewardus
- 750-752 - † voor 763: cit. 762 Guntfridus
- 763-764 - † rond 790: cit. 763 Albericus, die een verzameling van canons liet opstellen
- rond 798 - † 15 april 816: Hildoardus, liet een sacramentarium opstellen
- cit. 818 en 829 - † 830 : Halitgarius, ambassadeur van koning Lodewijk in Constantinopel in 828
- 830 - † 5 augustus 862 of 863: H. Theodorik
- 863 - 866: sedes vacant, Lotharius II stelt drie kandidaten voor (Guntbertus, Tetboldus en Hilduinus), maar geweigerd door Hincmar, aartsbisschop van Reims
- wijding 21 juli 866; cit. 17 aug 878: H. Jan van Kamerijk
- † 14 oktober  886 of 887: H. Rothadius
- wijding 17 maart 888 - † apr.901: Dodilo
- cit. 911 - † 11 februari 934: Stephanus
- 934 - † 1 juli of 17 augustus 956: Fulbert of Folbert
- 956, cit.958, †962/963 : Berengerius
- 962/963 - cit. 965 - † 12 oktober 960/kort na 25 dec 965: (3 jaar bisschop) Ingelramnus of Engrannus
- 966 - 971: (5 jaar bisschop) Ansbertus
- 971 - 972 Wibaldus
- 2e helft 972 - † 28 augustus 976/voor 979 : Tetdo
- 979 - † 18 augustus 995: Rothardus
- 21 mei 996 - † 3 februari 1012: Herluinus
- 1012 - † 14 maart 1051: Gerard I van Kamerijk
- 1051 - † 1076: H. Lietbertus
- 1076 - † 11 of 12 augustus 1092: Gerard II
- 1093: de zetel Atrecht wordt afgesplitst van Kamerijk
- 1093 - 1103: Manasses, overgeplaatst door paus Paschalis II naar Soissons.
- 1093 - 1106: Walcher, tot bisschop bevorderd door keizer Hendrik IV tegen Manasses; werd door de paus afgezet op de synode van Clermont in november 1095
- 1105 - † 19 juni 1113: Odo van Doornik; in 1110 door keizer Hendrik V verbannen naar de abdij van Anchin
- Na Odo's dood volgt een sedisvacatie van 18 maanden.
- 1115 - † 3 of 4 januari 1130: Burchard van Aken; nauw verbonden met Sint-Norbertus, stichter van de premonstratenzers, aan wie hij de Sint-Foliaanskerk van Le Rœulx en de Sint-Michielskerk van Antwerpen schenkt.
- 1131 - 1135: Liétard (zou zijn afgezet)
- 1136 - † 1 juli 1167: Nicolaas I van Chièvres; kanunnik van Kamerijk; gekozen in 1136 en gewijd in 1137; weldoener van de abdij van Vaucelles, gesticht door zijn persoonlijke vriend Sint-Bernardus
- 1167 - 1173: Peter I van Vlaanderen of van de Elzas, zoon van graaf Diederik I van Vlaanderen, verkozen maar niet gewijd; ziet af van het bisdom in 1173 en huwt daarna Mathilde van Bourgondië, weduwe van de graaf van Nevers; hij sterft in 1176 te Issoudun.
- 1173 - † 1174: Robert van Ariën, verkozen (elect) maar niet gewijd; op 4 oktober 1174 vermoord
- 1175 - † 1178: Alard, verkozen, maar niet gewijd
- 1179 - 1191: Oger of Roger van Wavrin, stierf aan het hoofd van de Vlaamse troepen tijdens het beleg van Akko[1]
- 1192 - 1196: Jan II van Antoing, neef van Roger van Wavrin
- 1197 : Nicolas II van Roeulx
- 1197 - 1198: Hugo, verkozen, niet gewijd
- 1199 - 1200: Peter II van Corbeil, bevorderd tot aartsbisschop van Sens, in december 1200
- 1200 - † 27 juli 1219: Jan III van Bethune
- 1220 - † 1237/1238: Godfried van Fontaines
- 1238 - † 1247: Guiard van Laon
- 1248 of 1249 - † rond 1273: Nicolaas III van Fontaines
- 1274 - 1286: Ingelram (Frans: Enguerrand) II van Créqui, overgeplaatst naar Terwaan
- 1286 - † 1296: Willem van Avesnes of van Henegouwen
- 1296 - 1306: Gui II van Colle Medio, bevorderd tot aartsbisschop van Salerno, op 22 januari 1306, gestorven in  Avignon nog voor hij bezit van zijn aartsbisdom genomen had
- 1306 - 1309: Philippe van Marigny, nadien overgeplaatst naar aartsbisdom Sens
- 1309 - 1324: Peter III van Lévis-Mirepoix, overgeplaatst naar Bayeux in 1324
- 1324 - 1336: Guy III van Boulogne, aartsbisschop van Lyon in  1340, kardinaal in 1342; †  25 november 1373
- 1336 - 1342: Willem II van Auxonne, overgeplaatst naar Autun in 1342; † in 1344
- 1342 - 1349: Guido van Ventadour, overgeplaatst naar Vabres in 1349; † in 1352
- 1349 - † 13 september 1368: Peter IV van Clertmont, voorheen bisschop van Noyon, (later van Clermont).
- 1368 - 1371: Robert van Genève, voorheen bisschop van Terwaan. Hij werd kardinaal in 1371 en nadien tegenpaus Clemens VII
- 1371 - † 18 juni 1378: Gerard III van Dainville, voorheen bisschop van Terwaan
- 1378 - † 12 januari 1389: Jan IV 't Serclaes
- 1389 - 1396: Andreas van Luxemburg
- 1396 - 1411: Peter V van Ailly, voorheen bisschop van Le Puy en in 1411 kardinaal; † 14 augustus 1420
- 1412 - † 1436 of 1438: Jan van Gavere, genoemd Liedekercke
- 1439 - 1479: Jan VI van Bourgondië
- 1480 - † 7 oktober 1502: Hendrik van Bergen, bastaardzoon van Jan II van Glymes
- 1503 - † 15 augustus 1516: Jacob van Croÿ
- 1516 - 1519: Willem van Croÿ, kardinaal in 1517, apostolisch administrator van Toledo in 1517, †11 januari 1521
- 1519 - † 31 augustus 1556: Robert van Croÿ
- 1559 - 1559: Maximiliaan van Bergen, laatste bisschop en eerste aartsbisschop

## Aartsbisschoppen van Kamerijk
- 1556 - † 27 augustus 1570: Maximiliaan van Bergen, aartsbisschop vanaf 12 mei 1559
- 1570 - † 15 februari 1596: Lodewijk van Berlaymont
- 1596 - † 3 maart 1598: Jean Sarrazin
- 1601 - † 25 april 1609: Willem van Bergen
- 1609 - † 28 februari 1614: Jean Richardot
- 1615 - † 2 mei 1615: François Buisseret, overgeplaatst van Namen
- 1615 - † 23 mei 1644: Frans  van der Burch, overgeplaatst van Gent
- 1645 - † 22 november 1647: Joseph Bergaigne, overgeplaatst van Bisdom 's-Hertogenbosch
- 1649 - † 29 november 1667: Gaspard van den Bosch, ook Nemius of Dubois, overgeplaatst van Antwerpen
- 1671 - † 22 september 1674: Ladislas Jonnart, overgeplaatst van Sint-Omaars
- 1675 - † 16 november 1694: Jacques-Théodore de Bryas, overgeplaatst van Sint-Omaars
- 1695 - † 7 januari 1715: François de Salignac de La Mothe-Fénelon
- 1716 - † 4 maart 1718: Jean d'Estrées
- 1718 - † 8 januari 1720: Emmanuel de La Trémoille, kardinaal in 1706, bisschop van Bayeux
- 1720 - † 10 augustus 1723: Guillaume Dubois, kardinaal in 1721
- 1723 - † 9 mei 1764: Charles de Saint-Albin, overgeplaatst van Laon
- 1764 - † 4 september 1774: Léopold-Charles van Choiseul-Stainville, overgeplaatst van Albi
- 1774 - † 22 januari 1781: Henri-Marie-Bernardin de Ceilhes de Rosset de Rocozel de Fleury, overgeplaatst van Tours
- 1781 - 1801: Ferdinand-Maximilien-Mériadec de Rohan-Guémené, overgeplaatst van  Bordeaux, doet op vraag van paus Pius VII afstand in 1801; † 31 oktober 1813
- 1802 - † 21 juli 1841: Louis Belmas, bisschop van Aude
- 1841 - † 17 april 1850: Pierre Giraud, overgeplaatst van Rodez, kardinaal in 1847
- 1850 - † 4 januari 1881: René-François Régnier, overgeplaatst van Angoulême, kardinaal in 1873
- 1881 - † 15 september 1884: Alfred Duquesnay, overgeplaatst van Limoges
- 1885 - † 7 augustus 1888: François-Edouard Hasley, overgeplaatst van Avignon
- 1889 - † 9 januari 1892: Odon Thibaudier, overgeplaatst van Soissons
- 1893 - †7 februari 1913: Etienne-Marie-Alphonse Sonnois, overgeplaatst van Saint-Dié
- 1913 - † 21 juli 1913: François-Marie-Joseph Delamaire, bisschop van Périgueux in 1901
- 1913 - † 1952 : Jean Arthur Chollet, overgeplaatst van Verdun
- 1952 - 1966: Emile Maurice Guerry
- 1966 - 1980: Henri-Martin Félix Jenny
- 1980 - † 21 november 1999: Jacques Delaporte, overgeplaatst van Nancy
- vanaf 2000: François Garnier, overgeplaatst van Luçon

## Suffraganen
- Thomas van Cantimpré († 1272)